# Baba Yaga: El terror del bosque oscuro
Baba Yaga: El terror del Bosque Oscuro (En ruso: Яга. Кошмар тёмного леса, romanizado: Yagá. Koshmár tyómnogo lésa) es una película rusa perteneciente al género de terror sobrenatural del año 2020. Dirigida por Sviatoslav Podgaevsky, la película protagonizada por Oleg Chugunov, Glafira Golubeva, Artyom Zhigulin, Maryana Spivak, Svetlana Ustinova y Aleksey Rozin.
La película fue estrenada en Rusia el 27 de febrero del año 2020 por Central Partnership. Y en Latinoamérica, en una fecha desconocida

## Elenco
- Oleg Chugunov como Egor.
- Glafira Golubeva
- Artyom Zhigulin como Anton.
- Maryana Spivak
- Svetlana Ustinova
- Aleksey Rozin
- Igor Khripunov
- Marta Timofeeva
- Yevgenia Evstigneeva como la madre de Egor.
- Ilya Ludin como Micha.

## Producción
La filmación comenzó entre abril y junio de 2018. La película está producida enteramente por Non-Stop Production y QS Films.  Para el director de la cinta se confirmó a Svyatoslav Podgaevsky, en septiembre de 2018 por parte de Central Partnership.